# Трельяжные беседки на Марлинской аллее
Трельяжные беседки на Марлинской аллее — восемь беседок, две из которых признаны памятниками архитектуры. Признанные памятниками расположены в Нижнем парке Петергофа у фонтана «Адам».
Оформить площадки у фонтанов «Адам» и «Ева» было запланировано практически сразу, как возник проект самих фонтанов, в 1721 году. На проектном рисунке Николо Микетти вокруг «Адама» показаны четыре трельяжные аркады с неглубокими нишами для статуй. В 1722—1726 годах площадки были оформлены согласно этому проекту; над пилястрами трельяжей были поставлены вазы, а карнизы были украшены ракушками.
В 1737—1743 годах М. Г. Земцов и И. Я. Бланк переделали трельяжи, создав трельяжный ансамбль, украшавший также Малый лабиринт и Амфитеатр (вследствие обветшания трельяжей и расширения Марлинской аллеи со временем вновь остались только постройки около фонтанов).
В середине XVIII века трельяжи обветшали, и в 1755 году были сделаны трельяжные беседки по проекту Б. Ф. Растрелли.
В 1800-х годах А. Д. Захаров стал строить у фонтанов галереи из пудостского известняка; четыре полукруглые колоннады были почти достроены, но разобраны. В 1802 году вместо них по проекту Ф. П. Броуэра построили восемь трельяжных беседок из дерева с колоннами дорического ордера. Решётки трельяжей были зелёными, розетты и вазы — золотистыми, колонны, базы, капители и карнизы — белыми.
В Великую Отечественную войну беседки были уничтожены. В 1956 году на основе чертежа Броуэра и по проекту П. П. Ковалевского были восстановлены на прежних местах две беседки; резные украшения сделал Г. С. Симонов.
К 2016 году были восстановлены все восемь беседок.